# Скудра, Виктор
Скудра, Виктор Янович (латыш. Viktors Skudra; 10 июля 1943, Маконькалнская волость, Остланд — 22 мая 2011, Рига, Латвия) — советский и латвийский юрист и политический деятель. С 2006 года член, с 2010 года заместитель председателя Конституционного суда. Последний министр юстиции Латвийской ССР. Заместитель генерального прокурора. Присяжный адвокат, руководитель бюро адвокатов «V. Skudra un partneri». Министр юстиции Латвии (1988—1993). Кавалер ордена Трех Звезд IV степени.

## Биография
Виктор Янович Скудра родился 10 июля 1943 года в Маконькалнской волости Латгалии, рейхскомиссариата Остланд.
Трудовую биографию начал рабочим совхоза «Кауната» Резекненского района и параллельно учился на заочном отделении Латвийского государственного университета им. П. Стучки.
Вступил в КПСС.
С 1970 года работал в органах прокуратуры следователем районной прокуратуры, помощником прокурора г. Риги, заместителем прокурора Октябрьского района, прокурором Салдусского района, Вентспилсской межрайонной прокуратуры.
С 1980 по 1982 годы работал в аппарате ЦК Компартии Латвии.
С 1982 по 1987 годы заместитель прокурора Латвийской ССР, а с 1987 года в аппарате Центрального Комитета КПСС.
В 1988 году утверждён на посту министра юстиции Латвийской ССР решением Президиума Верховного Совета Латвийской ССР.
В период перестройки выступал за ограничение механического прироста населения республики, говоря, что «Такое постановление надо было принять уже 20—30 лет назад. Может быть, именно в том самом 1959 году, когда руководство республики звало народ к сияющим вершинам коммунизма. К сожалению, эти вершины сияют так же благородно и сегодня, а мы задыхаемся в своих испарениях». Он считал, что мигранты влияют на рост очередей на получение квартир: «Понятие „очередь“ постепенно становится символом серых будней людей, основанием для нигилизма и неверия в перестройку. Это только одна из уродливых форм проявления нашей цивилизации, имя которой миграция… Мы продолжаем обирать нивы других республик, опустошая их и езжалостно обманывая их пахарей. Мол, приходите, живите на земле с видом на море, забывая добавить, что только с видом, ибо купаться в этом море опасно для жизни».
На выборах Съезда народных депутатов СССР 26 марта 1989 года был единственным кандидатом по 316-му Салдусскому избирательному округу, в котором из 59 688 зарегистрированных приняло участие 55 512 избирателей, из которых «за» высказались 49 992 (90,06 %).
На съезде депутат Илмар Бишер выдвигал Скудру на пост председателя Верховного суда СССР, но не получил поддержки других депутатов от Латвии. В частности, Арнольд Клауцен считал, что несерьёзно выдвигать в высший судебный орган всей страны человека, который недостаточно проявил себя в республике и не имеет должного авторитета.
Был адвокатом Айвара Лемберга.